# Ogilvy Renault
Ogilvy Renault est un cabinet d'avocat ayant existé de 1879 à 2010. Il était implanté dans plusieurs grandes villes canadiennes dont Montréal qui en était le siège social. Il avait également un bureau à Londres.[citation nécessaire]

## Histoire
Les origines d'Ogilvy Renault remontent à 1879, avec la création du cabinet Carter, Church et Chapleau. En 2001, le cabinet fusionne avec Meighen Demers de Toronto.[citation nécessaire]
Le 15 novembre 2010, Ogilvy Renault annonce qu'elle rejoint la firme britannique Norton Rose. La fusion est complétée le 1er juin 2011.[citation nécessaire]

## Membres notoires
- Joseph-Adolphe Chapleau
- Brian Mulroney
- Michael Fortier
- Michael Meighen
- Michael Bryant
- Pierre A. Michaud
- Adrien D. Pouliot
- L. Yves Fortier

## Honneurs et distinctions
- 2006 :  Prix Arts et Affaires de la Chambre de commerce et d'industrie de Québec - Grandes Entreprises pour sa contribution à la production Le Libertin présentée par le Théâtre du Trident dans le cadre de sa 35e saison. Le prix a été remis lors de la soirée des Prix d'excellence des Arts et de la Culture.

## Source
- (en) Cet article est partiellement ou en totalité issu de l’article de Wikipédia en anglais intitulé « Ogilvy Renault » (voir la liste des auteurs).